# Kowanówko
Kowanówko – wieś sołecka w Polsce położona w województwie wielkopolskim, w powiecie obornickim, w gminie Oborniki, nad Wełną.
W latach 1975–1998 miejscowość administracyjnie należała do województwa poznańskiego.
W Kowanówku znajduje się szpital rehabilitacyjno-kardiologiczny.